# Toni Merkens
Nikolaus Anton „Toni” Merkens (ur. 21 czerwca 1912 w Kolonii, zm. 20 czerwca 1944 w Wildbad im Schwarzwald) – niemiecki kolarz torowy i szosowy, mistrz olimpijski oraz mistrz świata.

## Kariera
Pierwszy sukces w karierze Toni Merkens osiągnął w 1932 roku, kiedy wspólnie z Wilhelmem Frachem zdobył złoty medal torowych mistrzostw kraju w wyścigu tandemów. Na rozgrywanych trzy lata później mistrzostwach świata w Brukseli zwyciężył w sprincie indywidualnym amatorów, bezpośrednio wyprzedzając dwóch Holendrów: Ariego van Vlieta i Jefa van de Vijvera. W 1936 roku wystąpił na igrzyskach olimpijskich w Berlinie, gdzie także był najlepszy w sprincie, wyprzedzając van Vlieta oraz francuza Louisa Chaillota. Ponadto łącznie ośmiokrotnie zdobywał złote medale torowych mistrzostw kraju. W 1942 roku Merkens został wcielony do wojska i wysłany na front wschodni. Latem 1944 roku został ranny i przewieziono go do szpitala w Wildbad im Schwarzwald, gdzie 20 czerwca zmarł.